# سوزان نولن-هکسما
سوزان نولن-هکسما استاد روان‌شناسی در دانشگاه ییل بود. کارشناسی خود را در رشته روان‌شناسی بالینی، از دانشگاه پنسیلوانیا گرفت. در زمینه علل بیشتر بودن ابتلا به افسردگی در زنان در مقایسه با مردان و آثار نشخوار فکری در افسردگی به پژوهش پرداخت. علاوه بر چندین و چند مقاله علمی، ۱۲ کتاب، از جمله کتاب‌های علمی، درسی و سه کتاب برای عموم درباره سلامت روان زنان از او منتشر شده‌است. او سه جایزه مهم در زمینه تدریس و جوایز متعددی هم به خاطر پژوهش‌هایش دریافت کرده‌است. برخی از آنها عبارتند از جایزه نخستین کاردیوید شکوف از انجمن روان‌شناسی آمریکا (APA)، جایزهٔ رهبری از کمیته زنان انجمن روان‌شناسی آمریکا و جایزه پژوهشگر برتر از مؤسسه ملی سلامت روان.